# Zernitz-Lohm
Zernitz-Lohm – gmina w Niemczech w kraju związkowym Brandenburgia, w powiecie Ostprignitz-Ruppin, wchodzi w skład urzędu Neustadt (Dosse).